# まひるの影郎
まひるの 影郎（まひるの かげろう）は、日本の漫画家。

## 作品リスト
- とこセン（2010年2月25日、コアマガジン、全1巻、ISBN 978-4862527899）
- 愛欲の若葉たち[1]
- お兄ちゃん切ないの ～淫香のぬくもり～